# Hipertehuelche
Hipertehuelche es una cadena de hipermercados para venta mayorista basada en Argentina. Se dedica principalmente a la venta de artículos para la construcción, el hogar y el jardín. Desde que fue fundado en 1970 en Río Gallegos, ha logrado imponerse en el mercado patagónico.
A partir de 2014, cambia su formato, logo y característica.

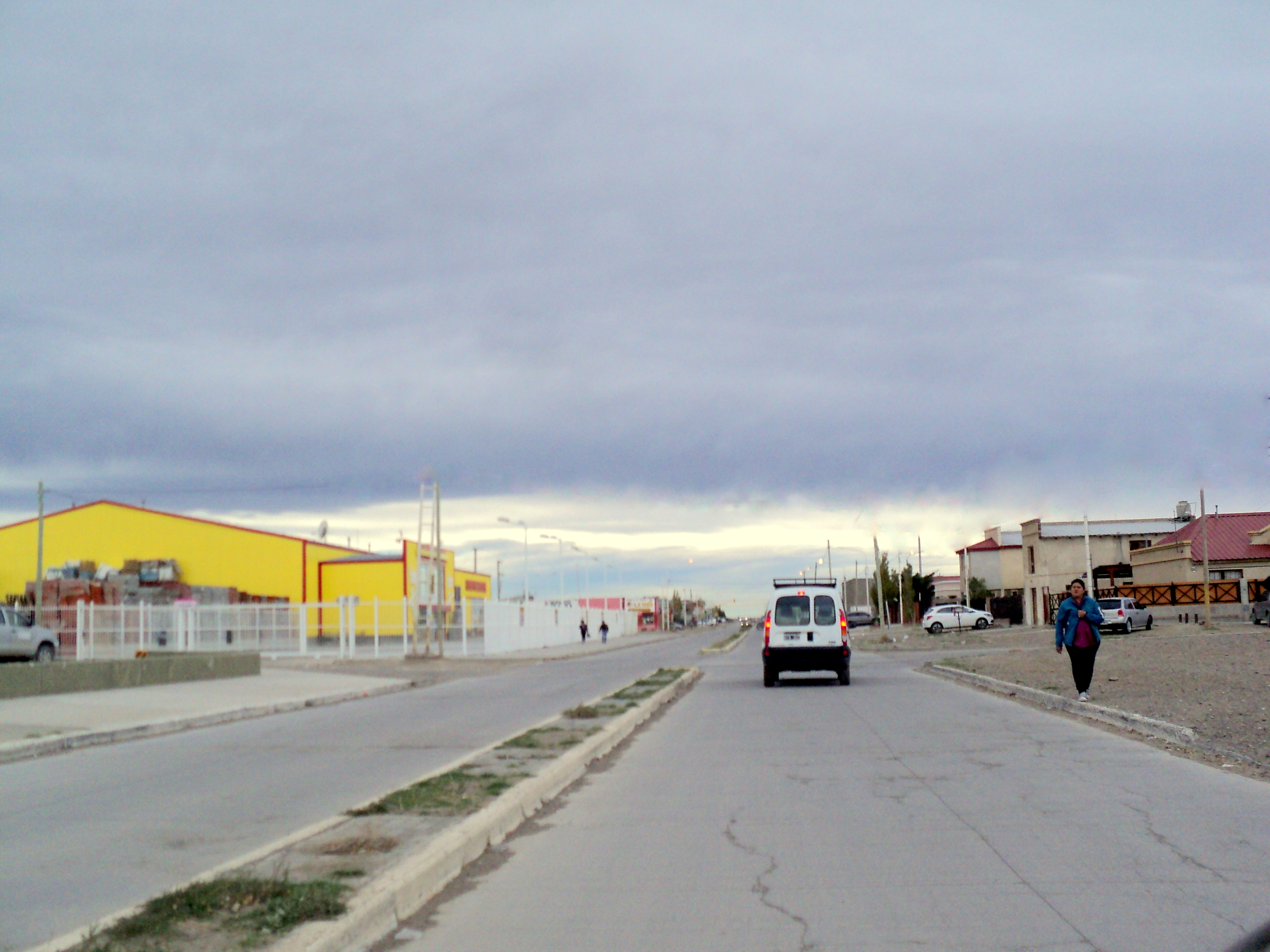
El hipertehuelche en Las Heras (Santa Cruz).

## Lista de sucursales

### Buenos Aires
- Bahía Blanca

### Chubut
- Comodoro Rivadavia
- Puerto Madryn

### La Pampa
- Santa Rosa

### Río Negro
- Bariloche
- Viedma

### Neuquén
- Neuquén

### Santa Cruz
- Las Heras
- Río Gallegos
- Río Turbio
- Caleta Olivia
- El Calafate

### Tierra del Fuego

Logo histórico de la empresa.

- Río Grande